# Haapamäki
Haapamäki est un village et un quartier de la commune de Keuruu, en Finlande. 
C'est un nœud important d'interconnexion des lignes du réseau ferroviaire en Finlande.

## Galerie de photographies

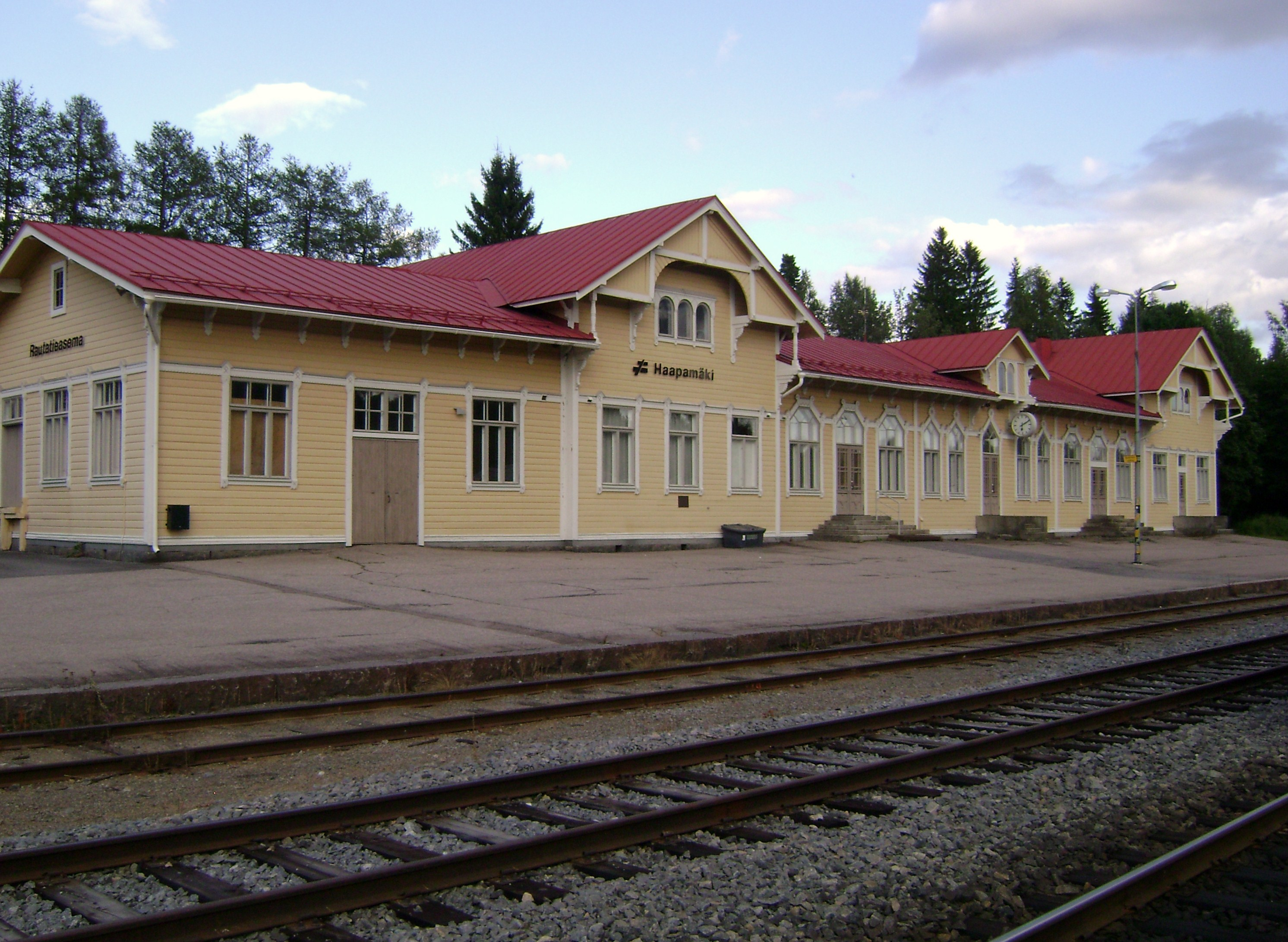
Gare ferroviaire d'Haapamäki
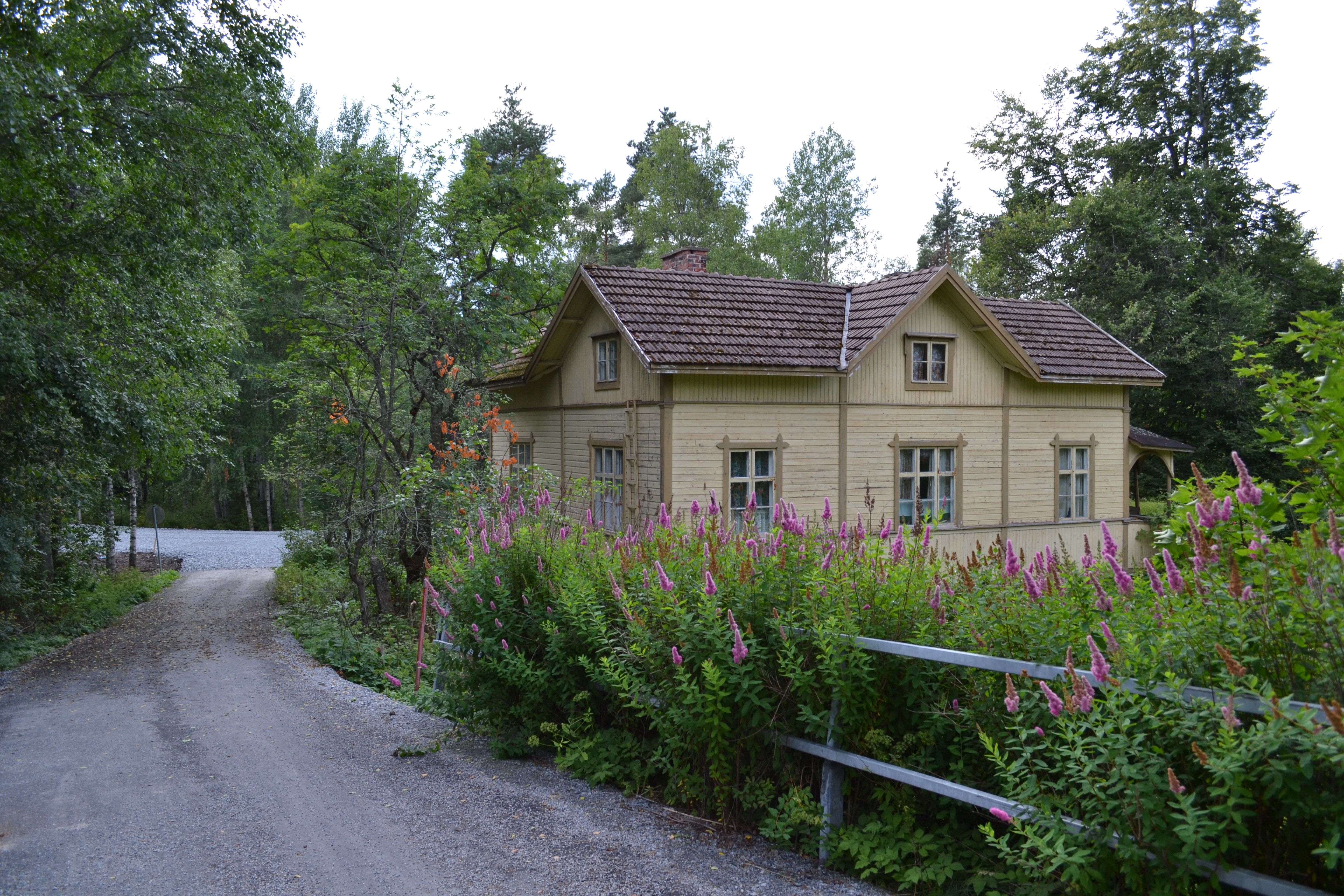
Maison sur Tavaratie.
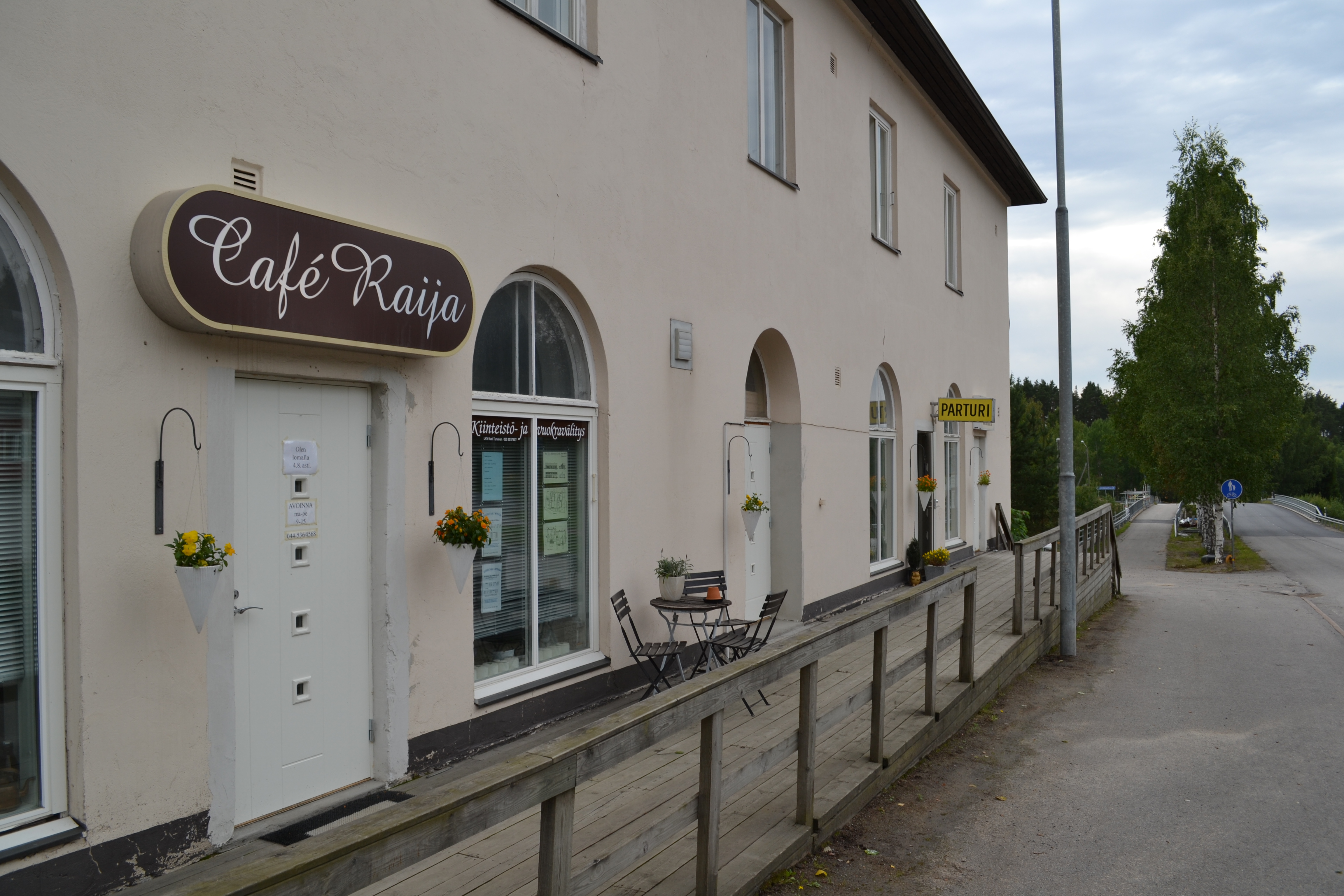
Centre d'Haapamäki.